# Taputapuatea
Taputapuatea ist eine der drei Gemeinden auf der Insel Raiatea (Gesellschaftsinseln) in Französisch-Polynesien. Die Gemeindegemarkung hat einen Anteil am Tefatua, der mit 1017 m. ü. M. den höchsten Punkt Taputapuateas ergibt. Eine weitere Erhebung ist der Oropiro auf 824 m. ü. M. im Süden der Insel.
Die Nachbargemeinden sind Tumaraa im Westen und Uturoa im Nordwesten. 
Taputapuatea gliedert sich, von Nord nach Süd, in die drei Teilgemeinden mit gleichnamigen Dörfern:
| Code | commune associée      | Fläche km² | Einwohner 2022 | Bevölkerungs- dichte |
| ---- | --------------------- | ---------- | -------------- | -------------------- |
| 501  | Avara                 | 49,1       | 3440           | 70,1                 |
| 502  | Opoa                  | 28,5       | 1205           | 42,3                 |
| 503  | Puohine               | 7,0        | 362            | 51,7                 |
| 50   | Gemeinde Taputapuatea | 84,7       | 5007           | 59,1                 |

Das Gemeindegebiet wird eingeschnitten durch die Meeresbuchten Baie Vairahi, Baie Faaroa, Baie Hotopuu und die überwiegend bereits vor Tumaraa liegende Baie Faatemu.
Ein Teil des Gemeindegebiets mit zwei bewaldeten Tälern, einem Teil der Lagune und des Korallenriffs, einer Marae und einem Streifen des offenen Ozeans wurde 2017 vom Welterbekomitee als Kulturerbestätte in das UNESCO-Welterbe aufgenommen.

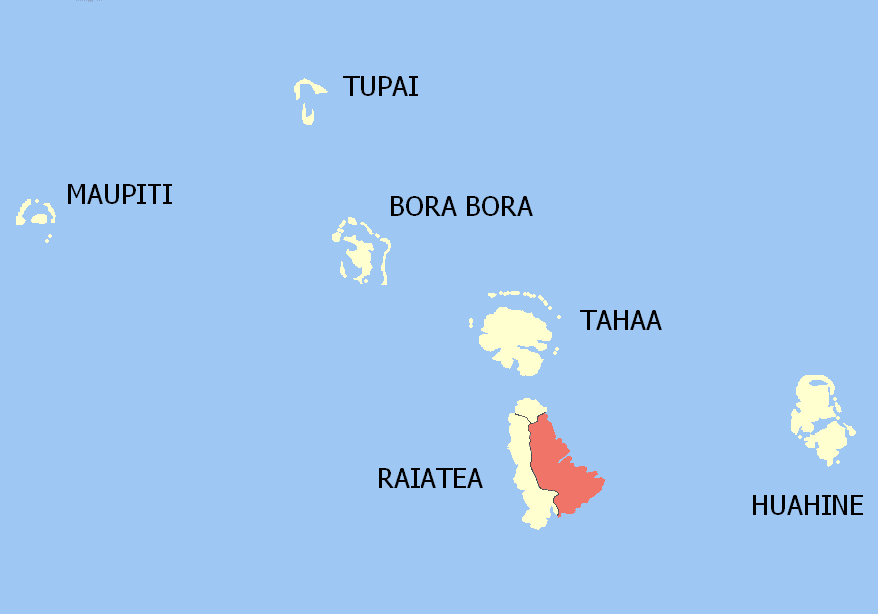
Lage der Gemeinde Taputapuatea
Gliederung